# Frans Breukelman

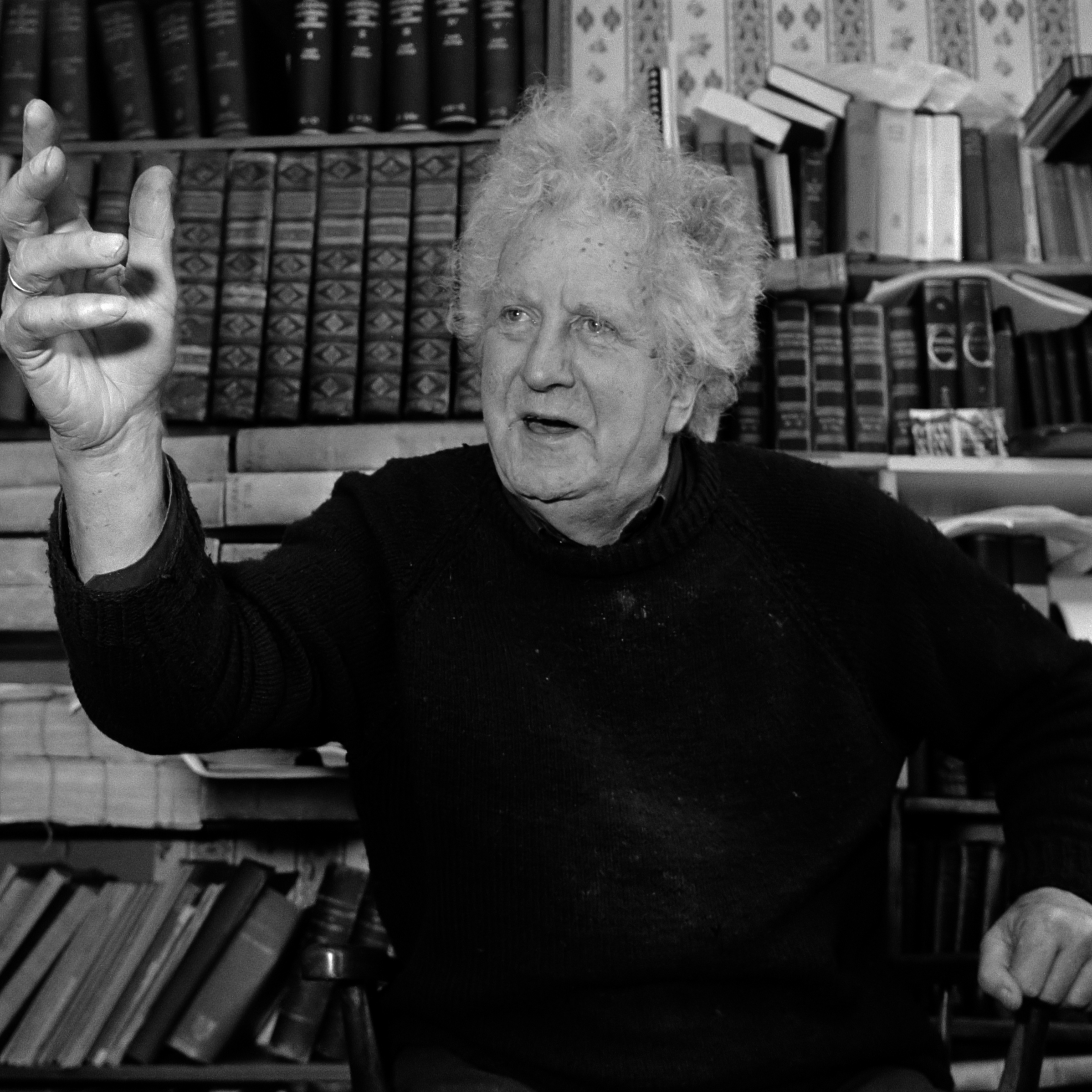
Frans Breukelman (1988)

Frans Hendrik Breukelman (Rotterdam, 1 december 1916 - Amsterdam, 28 juni 1993) was een Nederlands protestants theoloog en predikant. Samen met M.A. Beek wordt hij gezien als drijvende kracht achter de Amsterdamse School. Het werk van Breukelman is gebaseerd op de theologie van Karl Barth en Kornelis Heiko Miskotte en de vertaalarbeid van Martin Buber en Franz Rosenzweig.

## Curriculum vitae
Breukelman werd geboren in Rotterdam op 1 december 1916. Hij bezocht het Vrijzinnig-Christelijk Lyceum te Den Haag en behaalde zijn hbs-B diploma in 1934. In 1936 deed hij staatsexamen Gymnasium-A. In datzelfde jaar ging hij theologie studeren in Leiden. Op 11 december 1941 deed hij zijn voorstel in de Pauluskerk te Oegstgeest, waarna hij hulpprediker werd in Rijnsburg bij G.C. van Niftrik. Op 24 juni 1943 trouwde hij met Willemijntje Cornelia (Mijntje) Verhoog. Van 1943 tot 1948 was Breukelman predikant in Ritthem en van 1948 tot 1968 in Simonshaven. Na het verschijnen van de vertaling NBG 1951 publiceerde Breukelman op verzoek van Miskotte een reeks kritische artikelen in het tijdschrift In de Waagschaal, waardoor hij bekend werd onder theologen en theologiestudenten. In 1968 werd hij wetenschappelijk hoofdmedewerker voor hermeneutiek aan de theologische faculteit van de Universiteit van Amsterdam, eerst bij Van Niftrik en na diens overlijden bij E.J. Beker. Na zijn emeritaat in 1981 bleef hij actief als theoloog, totdat hij in 1993 te Amsterdam overleed.

## Het project 'Bijbelse theologie'
In 1980 verscheen het eerste deel van de 'Bijbelse theologie' (BT), een reeks die uit 25 tot 30 cahiers zou moeten gaan bestaan, maar waarvan er tijdens Breukelmans leven maar drie verschenen. Na zijn dood werd er de Stichting Breukelman in het leven geroepen die de reeks completeerde met zeven banden, waarin eerdere publicaties en ongepubliceerd materiaal uit het persoonlijk archief van Breukelman werden opgenomen. Onder Bijbelse theologie verstond Breukelman het volgende:
Onder Bijbelse Theologie verstaan we de in alle gevarieerdheid toch een eenheid vormende theologie van de Bijbelse getuigen zelf, zoals die latent in hun teksten aanwezig is en als bezinning op de inhoud en de strekking van hun verbi divini ministerium aan de vormgeving van de teksten ten grondslag heeft gelegen, die echter door hen zelf niet apart onder woorden is gebracht, doch door ons, die hun teksten hebben uit te leggen, moet worden geformuleerd 1o omdat daardoor vanuit de exegese de hermeneutische horizon ontstaat, waarbinnen deze teksten moeten worden uitgelegd, en 2o omdat we daardoor tegelijk steeds beter de Bijbelse norm gaan verstaan, waaraan het spreken en handelen van de kerk moet worden gemeten.— F.H. Breukelman, Schrift-lezing (BT I/1; Kampen: Kok, 1980), 19f.
De verschillende Bijbels-theologische studies zouden worden ondergebracht in drie onderdelen (BT I, II en III). Na Breukelmans overlijden werd daar door de redacteurs een vierde onderdeel aan toegevoegd (BT IV). Het werk is als volgt ingedeeld:

##### Prolegomena
- Schrift-lezing (BT I/1; Kampen: Kok, 1980) ISBN 978-90-242-0914-9

Hier wordt uitleg gegeven over de hermeneutische vooronderstellingen en de methodiek die bepalend zijn voor de exegetische studies in de eerste drie secties.

##### BT I: Studies over Genesis
- Het eerstelingschap van Israel te midden van de volkeren op de aarde als thema van “het boek van de verwekkingen van Adams, de mens” (BT I/2; Kampen: Kok, 1992) ISBN 978-90-242-6181-9
- Ouvertures van Genesis (BT I/3; Kampen: Kok, 2010) ISBN 978-90-435-1867-3

Breukelman beschouwt Genesis als een literaire eenheid die gecomponeerd is aan de hand van de opschriften אֵלֶּה תוֹלְדוֹת ("Dit zijn de verwekkingen..."; Gen 2:4, 5:1, 11:27, 25:19, 37:2). De verhalen over de aartsvaders moeten niet gelezen worden vanuit het scheppingsverhaal, maar het scheppingsverhaal vanuit de verhalen over de aartsvaders.

##### BT II: Studies over het grondpatroon van Bijbelse theologie
- Debharim: Der biblische Wirklichkeitsbegriff des Seins in der Tat (BT II/1; Kampen: Kok, 1998) ISBN 978-90-242-6158-1
- Sjemot: De eigen taal en de vertaling van de Bijbel (BT II/2; Kampen: Kok, 2009) ISBN 978-90-435-1705-8

Over de vier Bijbelse grondbegrippen die bepalend zijn voor de structuur van de Bijbelse verkondiging: שֵׁמוֹת (Hebreeuws: 'namen'), דְּבָרִים ('woorden, gebeurtenissen'), יָמִים ('dagen'), הָאָרֶץ תַחַת הַשָּׁמַיִם ('de aarde onder de hemel').

##### BT III: Studies over Matteüs
- De ouverture van het Evangelie naar Mattheüs: Het verhaal over de γένεσις van Jezus Christus (Mattheüs 1:1 - 2:23) (BT III/1; Kampen: Kok, 1984) ISBN 978-90-242-0721-3
- Het evangelie naar Matteüs als “Die Heilsbotschaft vom Königtum” (BT III/2; Kampen: Kok, 1996) ISBN 978-90-242-6195-6
- De finale van het evangelie naar Matteüs (BT III/3; Kampen: Kok, 2012) ISBN 978-90-435-1547-4

Vanuit de exegese van afzonderlijke perikopen wordt het geheel van het evangelie naar Matteüs geschetst en vanuit het geheel wordt weer naar de afzonderlijke perikopen gekeken. Het evangelie blijkt zorgvuldig gecomponeerd.

##### BT IV: Systematisch-theologische studies
- De structuur van de heilige leer in de theologie van Calvijn (BT IV/1; Kampen: Kok, 2003) ISBN 978-90-435-0655-7
- Theologische opstellen (BT IV/2; Kampen: Kok, 1999) ISBN 978-90-435-0068-5

Studies over onder andere Johannes Calvijn, Rudolf Bultmann, Adolf von Harnack, de Heidelbergse catechismus en de gereformeerde orthodoxie. Telkens wijst Breukelman op een 'voor-haeretische afwijking' die naast de godskennis uit de goddelijke openbaring in de Bijbel een tweede, natuurlijke Godskennis introduceert.

## Invloed en kritiek
Breukelman was iemand die de controverse opzocht. De artikelenreeks naar aanleiding van de vertaling NBG 1951 in In de Waagschaal waren zeer kritisch. Vrijwel het gehele protestantse theologische establishment had echter meegewerkt aan de vertaling. Met zijn kritiek leverde hij dus ook kritiek op de kerkelijke prominenten van zijn dagen. De redactie schrijft aan het slot van het vijfde artikel:
Om misverstand weg te nemen en te voorkomen, leggen wij er de nadruk op, dat Ds Breukelman in zijn artikelen niet namens enige officiële instantie of commissie spreekt, maar persoonlijk zijn belangrijke beschouwingen over de nieuwe vertaling in de waagschaal legt, zoals iedere medewerker dat doet, die over enig onderwerp een bijdrage in ons blad publiceert.— Bij: F.H. Breukelman, ‘Een beoordeling van de Nieuwe Vertaling (V): Nogmaals: De invloed van de Septuaginsta [sic] en de Vulgaat’, In de Waagschaal 8/15 (9 januari 1953), 114-115
De artikelen waren doorspekt met Hebreeuwse, Latijnse en Duitse uitdrukkingen, zodat ze voor leken zo goed als onleesbaar waren. Lezers die de stukken niet lezen konden, werden bij het negentiende artikel door de redactie bedankt voor hun geduld. Tegelijkertijd wekte Breukelman met zijn erudiete kritiek de nieuwsgierigheid van veel theologen en theologiestudenten. Vanaf de jaren vijftig bezochten theologiestudenten en andere geïnteresseerden de pastorie van Breukelman om naar hem te luisteren en van hem te leren. De stencils die Breukelman daarbij uitreikte, werden vermenigvuldigd en bestudeerd in kerkelijke leerhuizen in heel Nederland.
Samen met M.A. Beek geldt Breukelman als een grondlegger van de Amsterdamse School, een theologische stroming die nadruk legt op de narratieve aspecten van de Bijbelverhalen. Buiten Nederland wekte Breukelman enthousiasme in Berlijnse en Praagse kringen. In 2004 verscheen een bundel met meer dan veertig bijdragen van mensen die zich op de een of andere manier geïnspireerd voelen door Breukelman. Onder meer Karel Deurloo, Friedrich-Wilhelm Marquardt en Cees den Heyer leverden een bijdrage. Om het gedachtegoed van Breukelman te bestuderen en te actualiseren werd in 2012 de Miskotte/Breukelman-leerstoel voor de theologische hermeneutiek van de Bijbel in het leven geroepen aan de Protestantse Theologische Universiteit.